# Eupsilia ochrea
Eupsilia ochrea là một loài bướm đêm trong họ Noctuidae.